# Risper Jemeli Kimaiyo
Risper Jemeli Kimaiyo (* 26. Juni 1979) ist eine kenianische Marathonläuferin.
Im Mai 2008 gewann sie den Kigali International Peace Marathon in Ruanda. Im Oktober wurde sie Vierte beim Amsterdam-Marathon. 2009 qualifizierte sie sich mit einem vierten Platz beim Rom-Marathon in ihrer persönlichen Bestzeit von 2:29:16 h für die Leichtathletik-Weltmeisterschaften in Berlin, bei denen sie den 37. Rang belegte. Im Jahr darauf wurde sie Sechste beim Daegu-Marathon und Achte beim Eindhoven-Marathon.
2011 stellte sie beim Salzburg-Marathon mit 2:35:05 h einen Streckenrekord auf und wurde Vierte beim Köln-Marathon.